# Magazín Šíp
Magazín Šíp je český bulvární týdeník, který vydává Astrosat Media. V letech 2005–2013 jej vlastnilo vydavatelství Vltava-Labe-Press. Vznikl v roce 2005 transformací Večerníku Praha. V letech 2005–2009 vycházel jako deník, od 2. dubna 2009 vychází v týdenní periodicitě. V roce 2013 změnil název z Šíp Plus na Magazín Šíp. V roce 2014 průměrný prodaný náklad činil 41 tisíc výtisků.Od listopadu 2016 přestal vycházet. 